# Вашки (Вологодская область)
Вашки — деревня в Вашкинском районе Вологодской области.
Входит в состав Васильевского сельского поселения, с точки зрения административно-территориального деления — в Васильевский сельсовет.
Расстояние до центра муниципального образования деревни Васильевская по прямой — 5 км. Ближайшие населённые пункты — Берниково, Борок, Верхнее Хотино, Нижнее Хотино, Поповское.
По переписи 2002 года население — 36 человек (17 мужчин, 19 женщин). Всё население — русские.